# Міхал Халецький
Міхал Халецький (12 листопада 1679 — 24 січня 1715) — державний і військовий діяч, урядник, дипломат Великого князівства Литовського в Речі Посполитій.

## Життєпис
Походив зі спольщеного українсько-білоруського роду Халецьких власного гербу. Єдиний син Кароля Казимира Халецького, мозирського старости, і Маріанни Огінської. Народився 1679 року в Весеях (сучасне місто Вейсеяй, Литва).
Замолоду підтримував партію Огінських проти Сапіг. 1695 році став мозирським старостою, але фактично ним заволоділи запіги. У відповідь Міхал Халецький знищив одну з хоругов Сапіг, що зупинилася в Хальчі. 1696 року стає депутатом елекційного сейму, де підтримав кандидатуру курфюрства Августа Саксонського. У 1697 році був депутатом коронаційного сейму в Кракові.
Невдовзі отримав чин полковника коронних військ. Вів запеклу боротьбуз Сапігами за Мозирське староство, здобувши перемогу 1701 року. Ще у 1700 році підписав під Олькениками акт конфедерації проти Сапіг. Очолив облогу загонів Сапіг у Бихові в 1702 році. Брав участь у перемовинах з московським царем Петром I, що завершилися Яворівським договором між великим князівством Литовським і Московією. 1704 року доєднавсядо Сандомирської конфедерації. Брав участь убоях проти Станіслава Лещинського. Внаслідок поразки конфедератів відступив на південь, де з'єднався з великим гетьманом коронним Адам-Миколаєм Сенявським.
У 1709 році після поновлення Августа II на троні поверунвся до Литви, де знову увійшов до володіння мозирським староством. Того ж року отримав посаду обозного литовського. Командував гусарською хоругвою у 1710—1714 роках. Помер бездітним 1715 року у Варшаві.